# 1866
1866 (MDCCCLXVI) var ett normalår som började en måndag i den gregorianska kalendern och ett normalår som började en lördag i den julianska kalendern.

## Händelser

### Juni

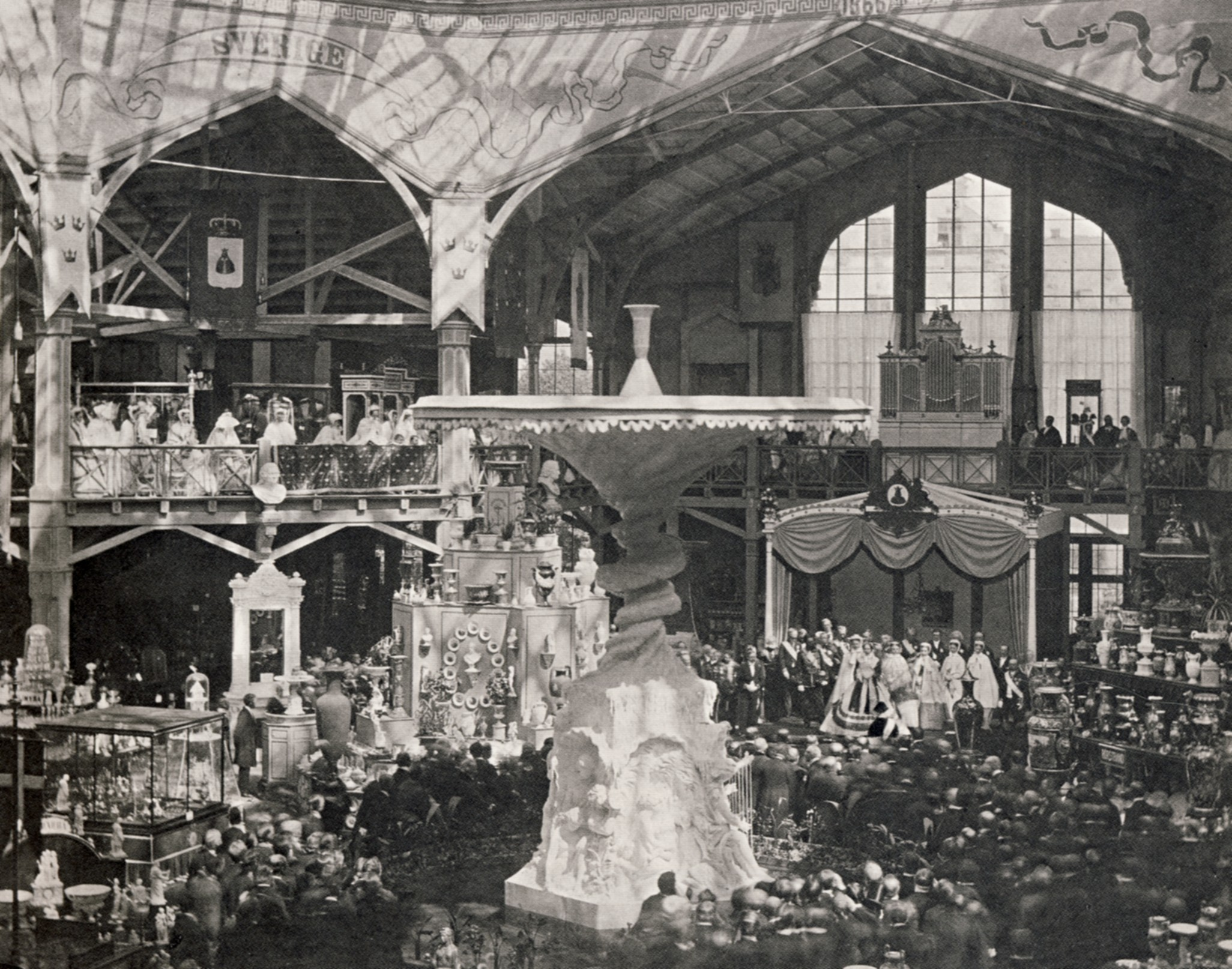
Stockholmsutställningen.

- 15 juni – Stockholmsutställningen, den första skandinaviska, invigs av prinsessan Lovisa. Det är både en industriutställning och en konstexposition.
- 20 juni–7 juli – Amerikanska soldater utför vedergällning i Newchwang, Kina för överfall på amerikanske konsuln.[1]

- 22 juni

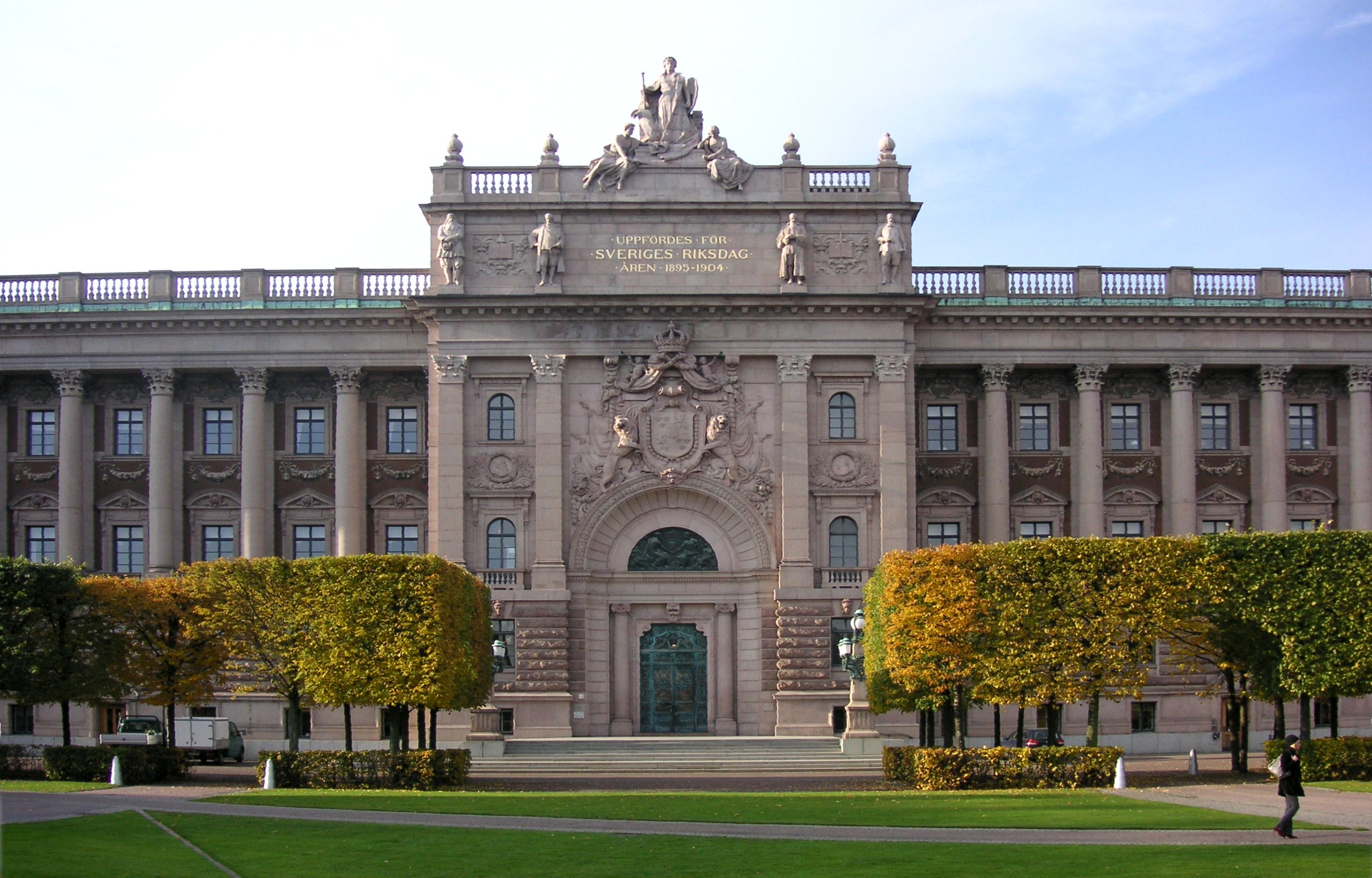
Sveriges riksdag blir tvåkammarparlament.

  - Den sista svenska ståndsriksdagen upplöses och den nya riksdagsordningen utfärdas, där riksdagen består av Första och Andra kammaren. Andra kammarens ledamöter väljs efter principen "En man, en röst". Kvinnor har inte rösträtt. För att vara valbar måste man ha egendom värd minst 1000 riksdaler eller en årsinkomst på minst 800, vilket är mycket mer än vad vanliga arbetare har. Självägande bönder uppfyller ofta egendomskravet, varför Andra kammaren domineras av dem. Första kammaren skall vara en konservativ motvikt mot den "folkliga" Andra kammaren. Dess ledamöter väljs indirekt på grundval av den kommunala rösträtten, varför enskilda personer och företag kan ha flera röster till Första kammaren.
  - En ny svensk riddarhusordning fastställs.[2]
- 27 juni – Den preussiska armén besegrar den österrikiska armén i Slaget vid Náchod.

### Juli

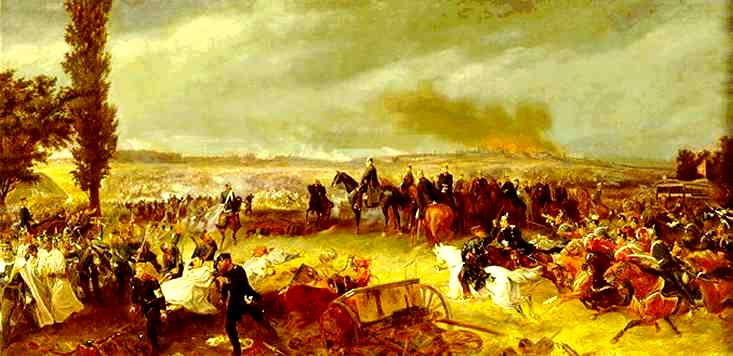
Slaget vid Königgrätz den 3 juli 1866

- 3 juli – I slaget vid Königgrätz avgörs det tyska enhetskriget, sedan preussiska styrkor besegrat österrikarna.

### Augusti
- 6 augusti – Vancouverön förenas administrativt med British Columbia.[3]

### Oktober
- 1 oktober – Svenska Baptistsamfundet bildas.[4]
- 3 oktober – Preussen annekterar Bremen-Verden, som tidigare tillhört Hannover.[5]
- 17 oktober – Strömstads Tidning kommer ut för första gången.

### November
- November – Amerikanska soldater i Matamoros, Mexiko kapitulerar och tvingas tre dagar senare dra sig tillbaka av USA:s federala statsmakt .[1]

### December
- 18 december – College of Wooster startas i Ohio, USA.[6]
- 28 december – Falkenbergs stad erhåller stapelstadsrättigheter.[7]

### Okänt datum
- Svenska utomäktenskapliga barn får rätt att ärva sin mor.
- Svenska judar tillåts delta i riksdagsvalen, men inte ställa upp i dem.
- Den första svenska sjuksköterskeskolan grundas.
- Nationalmuseums nya byggnad invigs i Stockholm.
- Dansen Can-can premiärvisas på Berns salonger och väcker skandal.
- Avloppsledningar med rör av gjutjärn börjar anläggas i Stockholm och Göteborg.
- Furusundslinjen, Sveriges viktigaste optiska telegraflinje, läggs ner [8]..
- Sveriges tredje och sista koleraepidemi utbryter.
- Den svenske fotografen Pehr Vilhelm (Guillaume) Berggren anländer till Konstantinopel, där han börjar producera bilder av staden.
- Det svenska leksaksföretaget Gemla grundas och börjar producera träleksaker.
- Kockums mekaniska verkstads AB i Malmö grundas.
- Den brittiske doktorn John Langdon Down blir den första med att beskriva utvecklingsstörningen Downs syndrom.
- Flickskolekommittén 1866 rekommenderar en rad reformer i kvinnors rättigheter, så som att inrätta gymnasium för kvinnor, tillåta studier vid universitetet, och öppna en rad yrken för kvinnor, samt ge bidrag till de flickskolor som uppfyllde kraven: dessa rekommendationer uppfylls under de närmaste åren.
- Den första transatlantiska kabeln för telegraftrafik läggs mellan Irland och New Foundland.

## Födda

### Första kvartalet

#### Januari
- 10 januari – Ludwig Aschoff, tysk läkare och patolog. (död 1942)
- 15 januari – Nathan Söderblom, svensk ärkebiskop 1914–1931, mottagare av Nobels fredspris 1930. (död 1931)
- 29 januari – Romain Rolland, fransk författare, nobelpristagare 1915. (död 1944)

#### Februari
- 4 februari – Władysław Podkowiński, polsk målare. (död 1895)
- 12 februari – Nils Björk, svensk banvakt, småbrukare och politiker (socialdemokrat). (död 1949)
- 17 februari – Henry Hollis Horton, amerikansk demokratisk politiker, guvernör i Tennessee 1927–1933. (död 1934)
- 21 februari – August Paul von Wassermann, tysk bakteriolog. (död 1925)
- 22 februari – Erika Aittamaa, svensk vantmakare. (död 1952)

#### Mars
- 17 mars – Augusta Lindberg, svensk skådespelare. (död 1943)
- 19 mars – Emilio De Bono, italiensk militär och politiker. (död 1944)

### Andra kvartalet

#### April
- 3 april – James Hertzog, sydafrikansk militär, jurist och politiker. (död 1942)
- 4 april – Anne Sullivan, amerikansk lärare. (död 1936)
- 13 april – Butch Cassidy, amerikansk tåg- och bankrånare, ledare för Wild Bunchgänget. (död 1908)
- 22 april – Hans von Seeckt, tysk militär, generalöverste. (död 1936)
- 23 april – Eugene Elliott Reed, amerikansk demokratisk politiker, kongressledamot 1913–1915. (död 1940)
- 25 april – Paul O. Husting, amerikansk demokratisk politiker, senator 1915–1917. (död 1917)

#### Maj
- 10 maj – Léon Bakst, rysk målare och scenograf. (död 1924)
- 17 maj – Erik Satie, fransk kompositör. (död 1925)

#### Juni
- 27 juni – Else Lehmann, tysk skådespelare. (död 1940)
- 29 juni – Erich Adickes, tysk filosof. (död 1928)

### Tredje kvartalet

#### Juli
- 3 juli – Albert Gottschalk, dansk målare. (död 1906)
- 11 juli – Richard Beer-Hofmann, österrikisk författare. (död 1945)
- 14 juli – Ragnar Östberg, svensk arkitekt. (död 1945)

#### Augusti
- 13 augusti – Giovanni Agnelli, italiensk industrialist, grundare av Fiat. (död 1945)
- 16 augusti – Karl Fazer, finländsk bagare och företagsledare. (död 1932)

#### September
- 3 september – Hugh Ike Shott, amerikansk republikansk politiker och publicist. (död 1953)
- 10 september – Jeppe Aakjær, dansk författare. (död 1930)
- 21 september – H.G. Wells, brittisk science fiction-författare. (död 1946)
- 25 september – Thomas H. Morgan, amerikansk zoolog och genetiker, nobelpriset i medicin 1933. (död 1945)

### Fjärde kvartalet

#### Oktober
- 12 oktober – Ramsay MacDonald, brittisk politiker, premiärminister i Storbritannien 1924 och 1929–1935. (död 1937)
- 30 oktober – Emma Meissner, svensk operettsångerska (sopran) och skådespelare. (död 1942)

#### November
- 29 november – Waldemar von Baussnern, tysk kompositör. (död 1931)

#### December
- 6 december – Viktor Ståhle, svensk väg- och vattenbyggnadsingenjör. (död 1947)
- 10 december – Karl Maria Wiligut, tysk nazist. (död 1946)
- 12 december – Djurgårds-Kalle, svensk positivhalare. (död 1934)
- 21 december – Adolf Rising, svensk apotekare, grundare av Astra. (död 1947)
- 22 december – Nils Erik Nilsson, svensk hemmansägare och högerpolitiker. (död 1957)

## Avlidna

### Första kvartalet

#### Januari
- 26 januari – André B. Roman, 70, amerikansk politiker, guvernör i Louisiana 1831–1835 och 1839–1843.

#### Februari
- 18 februari – Ferdinand Wolf, 69, österrikisk filolog.

#### Mars
- 22 mars – Christopher Jacob Boström, 69, svensk filosof.
- 30 mars – John McDougal, amerikansk politiker.

### Andra kvartalet

#### April
- 26 april – Hermann Goldschmidt, 63, tysk astronom och målare.

#### Maj
- 11 maj – George Edmund Badger, 71, amerikansk politiker.

#### Juni
- 7 juni – Chief Seattle, amerikansk indianhövding.

### Tredje kvartalet

#### Juli
- 25 juli – Brita Sofia Hesselius, 65, svensk fotograf.

#### Augusti
- 27 augusti – John Motley Morehead, 70, amerikansk politiker, guvernör i North Carolina 1841–1845.

#### September
- 7 september
  - Clement Comer Clay, 76, amerikansk demokratisk politiker, guvernör i Alabama 1835–1837.
  - Matthias W. Baldwin, 70, amerikansk lokomotivfabrikant.
- 26 september – Carl Jonas Love Almqvist, 72, svensk författare.

### Fjärde kvartalet

#### Oktober
- 7 oktober – Robert F. Stockton, 71, amerikansk militär och demokratisk politiker, senator 1851–1853.
- 18 oktober – Philipp Franz von Siebold, 70, tysk naturforskare och forskningsresande.

#### November
- 5 november – Henrik Renqvist, 77, finländsk präst och väckelseledare.

#### December
- 1 december – George Everest, 76, brittisk överste och geograf.
- 20 december – James Semple, 68, amerikansk demokratisk politiker, jurist och diplomat, senator 1843–1847.

### Fotnoter
1. 1 2  USA:s militära insatser i utlandet 1798-2004
2. ↑  Lagen
3. ↑  Columbia World Statesmen (läst 3 april 2011)
4. ↑  Baptistnytt 5 (21 september) 2006 (läst 3 april 2011)[död länk]
5. ↑  World Statesmen (läst 6 april 2011)
6. ↑  ”History & Traditions”. The College of Wooster. Arkiverad från originalet den 26 augusti 2011. https://web.archive.org/web/20110826055604/http://www.wooster.edu/About-Wooster/History-Traditions. Läst 27 augusti 2011.
7. ↑  Nordisk familjebok 1907 - Falkenberg (läst 3 april 2011)
8. ↑  Populär historia Arkiverad 8 januari 2011 hämtat från the Wayback Machine.